# Hystricognathi
Hystricognathi of Hystricognatha is een infraorde uit de onderorde Hystricomorpha en de orde der knaagdieren (Rodentia). Sommige indelingen erkennen de Hystricomorpha niet en beschouwen de Hystricognathi als een aparte onderorde. Tot de Hystricognathi behoren verscheidene knaagdieren, waaronder de stekelvarkens, de cavia's, de chinchilla's, de agoeti's, de beverrat, de capibara, de rietratten en de naakte molrat. De nauwste verwanten van de Hystricognathi zijn de kamvingers of goendi's (Ctenodactylidae), de Diatomyidae en uitgestorven verwante families, soms ingedeeld in de infraorde Sciuravida.

## Kenmerken
De verscheidene knaagdiergroepen worden onderscheiden op de bouw van de kaak- en slaapspieren. Bij sciurognathe knaagdieren als de eekhoorns, bevers en muizen zit deze kaak vast aan een stuk van de kaak in lijn met de rest van die kaak, terwijl hij bij hystricognathe knaagdieren iets naar binnen zit. Ook zijn alle soorten hystricomorf: de onderste kauwspier (musculus masseter inferior) gaat via het jukbeen en houdt op voor de ogen, over de snuit, en wordt gebruikt voor het knagen, en is de slaapspier (musculus temporalis) klein. Hierdoor is de bijtkracht voor in de mond groter. De Sciuravida (goendi's en fossiele verwanten) zijn wel hystricomorf (kleine slaapspier, onderste kauwspier die voor de ogen reikt), maar sciurognath. Daarom wordt deze groep geplaatst in een aparte infraorde, maar in dezelfde onderorde.
Hystricognathe knaagdieren zijn over het algemeen stevige, grondbewonende knaagdieren met een grote kop, slanke poten en een korte staart. Tot de infraorde behoren enkele van de grootste knaagdiersoorten, als de mara, het gewoon stekelvarken, de oerzon, de paca en de beverrat. De Zuid-Amerikaanse capibara is het grootste knaagdier ter wereld.

## Voorkomen
Hystricognathe knaagdieren komen voor in Latijns-Amerika en Afrika. De stekelvarkens van de Oude Wereld komen ook voor in Zuid-Europa en Zuid-Azië, en in Noord-Amerika leeft de oerzon, het Noord-Amerikaans boomstekelvarken. In Laos is recentelijk een nieuw knaagdiersoort ontdekt, de Laotiaanse rotsrat, een lid van de lang als uitgestorven beschouwde familie Diatomyidae. Dit dier werd oorspronkelijk als hystricognath beschreven, maar later bleek het een sciurognath dier te zijn, dat echter wel nauw verwant is aan de Hystricognathi. De huiscavia wordt wereldwijd gehouden als huisdier, en de beverrat is over grote delen van de wereld ingevoerd. In Latijns-Amerika waren ze lang de meest talrijke knaagdierengroep en hebben de hystricognathe knaagdieren grotendeels de plaats ingenomen van de hoefdieren, nadat deze hier uitstierven. Hier is de infraorde het talrijkst en het meest divers: ze hebben zich kunnen ontwikkelen in zeer diverse vormen, van de muis- of ratachtige stekelratten tot de haasachtige mara's en de grote capibara, en van de ondergronds levende kamratten tot de boombewonende boomstekelvarkens. Ook de Afrikaanse molratten leven grotendeels ondergronds.

## Leefwijze
De meeste hystricognathe knaagdieren krijgen slechts kleine worpen na een vrij lange draagtijd. Cavia's krijgen bijvoorbeeld gemiddeld slechts twee of drie jongen per worp, na een draagtijd van ongeveer twee maanden. Een bruine rat, een knaagdier van vergelijkbare grootte die niet tot de infraorde behoort, krijgt twee keer zoveel jongen na een draagtijd die twee keer zo kort is.

## Indeling
Soms wordt de infraorde ingedeeld in twee groepen, de Caviomorpha of Caviida, voor de knaagdieren uit de Nieuwe Wereld, als de cavia's, capibara, chinchilla's, beverratten, hutia's, boomstekelvarkens en agoeti's en Phiomorpha, voor de knaagdieren uit de Oude Wereld, als de stekelvarkens, Afrikaanse molratten en rietratten. Waarschijnlijk is de Phiomorpha echter parafyletisch. Overigens is de verwantschap tussen de Oude Wereld- en Nieuwe Wereldgroepen eveneens omstreden, en mogelijk de oorzaak van convergente evolutie. Genetische analyses, die consistent een verwantschap van de families uit de Oude en Nieuwe Wereld laten zien, weerspreken dit echter. Het is eveneens onduidelijk hoe de groep Zuid-Amerika heeft kunnen bereiken, via Afrika, drijvend op een stuk hout of met drijvende plantenvegetatie, of via Noord-Amerika. De groep verscheen voor het eerst met de geslachten Metaphiomys en Phiomys in het Vroeg-Eoceen. De eerste Amerikaanse Hystricognathi behoren tot de familie van de agoeti's en acouchy's en komen uit het Laat-Eoceen of Vroeg-Oligoceen. Verschillende andere families van de Amerikaanse Hystricognathi zijn bekend sinds het Laat-Oligoceen.
De indeling van de Hystricognathi is als volgt:
- Infraorde Hystricognathi
  - Incertae sedis
    - Familie Tsaganomyidae†
    - Familie Stekelvarkens van de Oude Wereld (Hystricidae)
    - Familie Myophiomyidae†
    - Familie Diamantomyidae†
    - Familie Phiomyidae†
    - Familie Kenyamyidae†
    - Familie Afrikaanse rotsratten (Petromuridae)
    - Familie Rietratten (Thryonomyidae)
    - Familie Molratten (Bathyergidae)
    - Familie Naakte molratten (Heterocephalidae)
    - Familie Bathyergoididae†

  - Superfamilie Erethizontoidea
    - Familie Stekelvarkens van de Nieuwe Wereld (Erethizontidae)

  - Superfamilie Cavioidea
    - Familie Agoeti's en acouchy's (Dasyproctidae)
    - Familie Paca's (Cuniculidae)
    - Familie Eocardiidae†
    - Familie Cavia's (Caviidae)

  - Superfamilie Octodontoidea
    - Familie Schijnratten (Octodontidae)
    - Familie Kamratten (Ctenomyidae)
    - Familie Stekelratten (Echimyidae)
    - Familie Chinchillaratten (Abrocomidae)

  - Superfamilie Chinchilla-achtigen (Chinchilloidea)
    - Familie Wolmuizen (Chinchillidae)
    - Familie Pacarana's (Dinomyidae)
    - Familie Neoepiblemidae†

## Fotogalerij

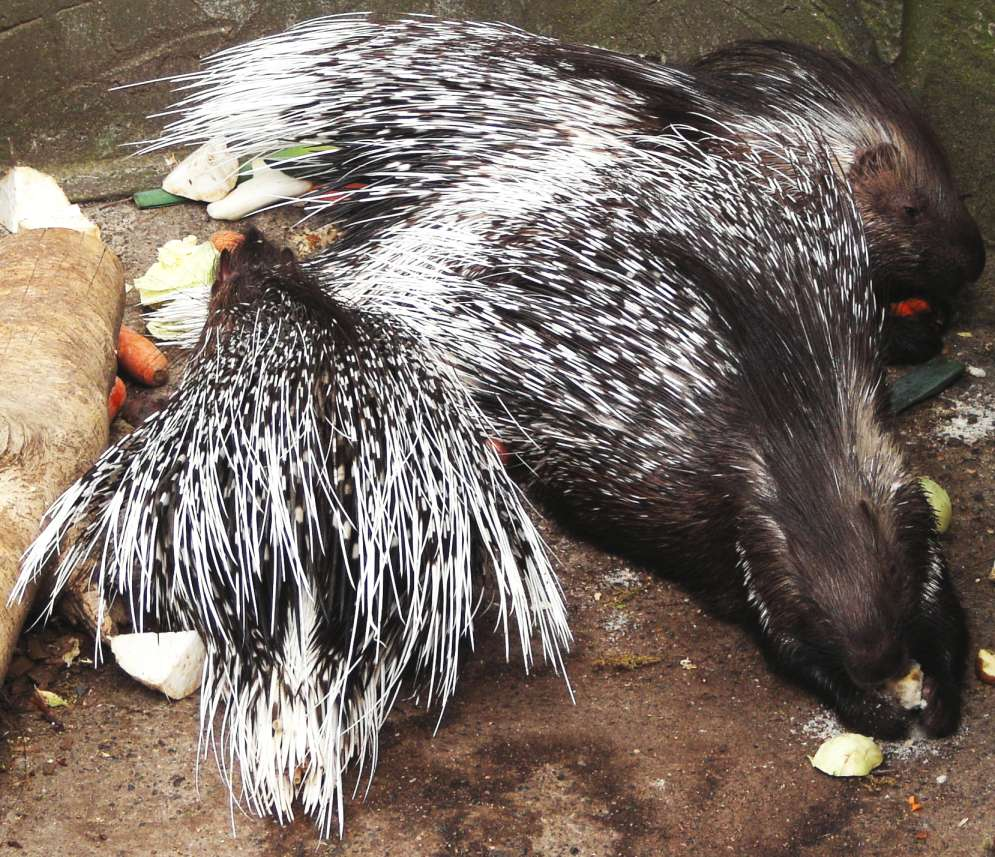
Witstaartstekelvarken (Hystrix indica)
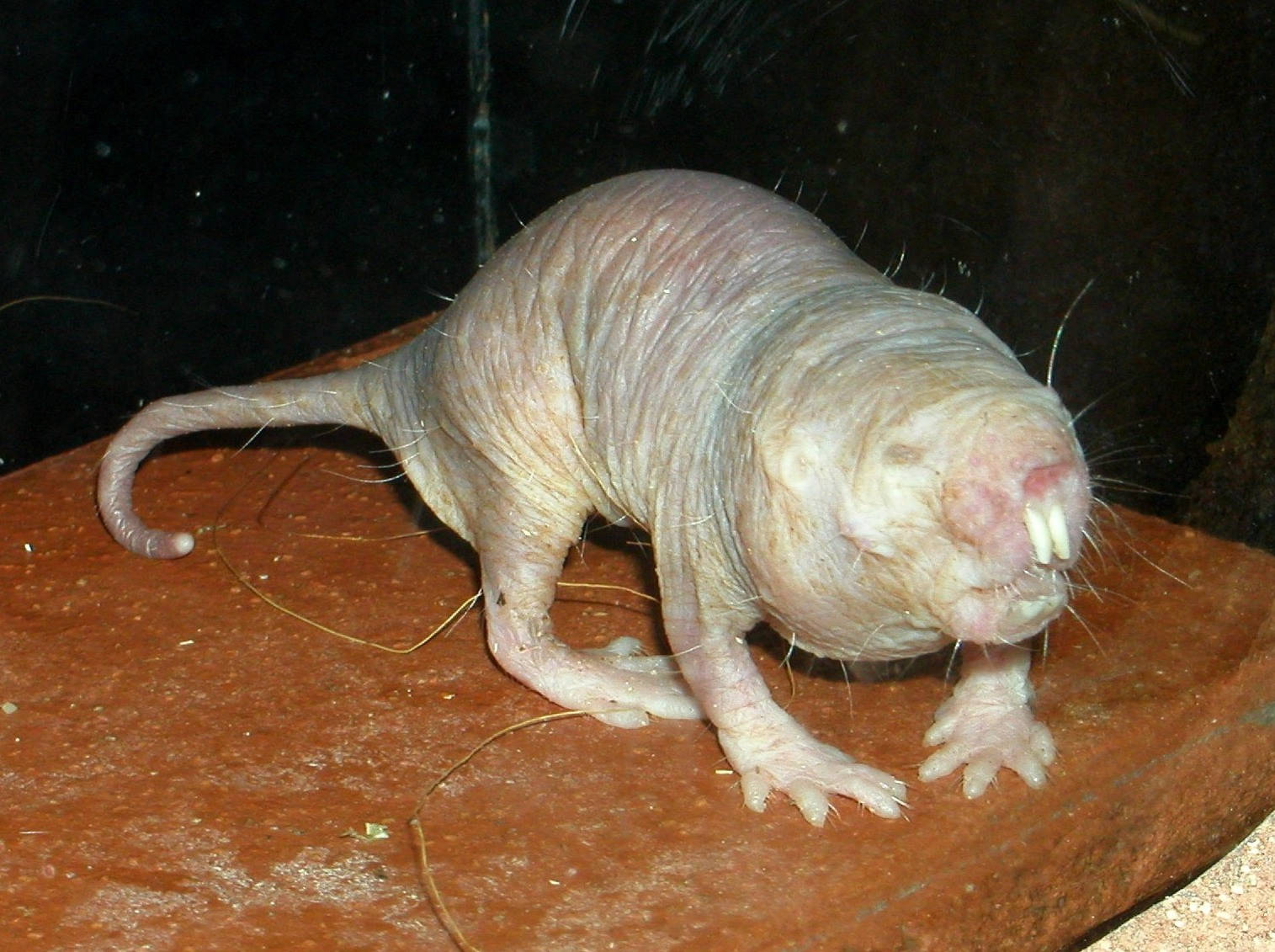
Naakte molrat (Heterocephalus glaber)
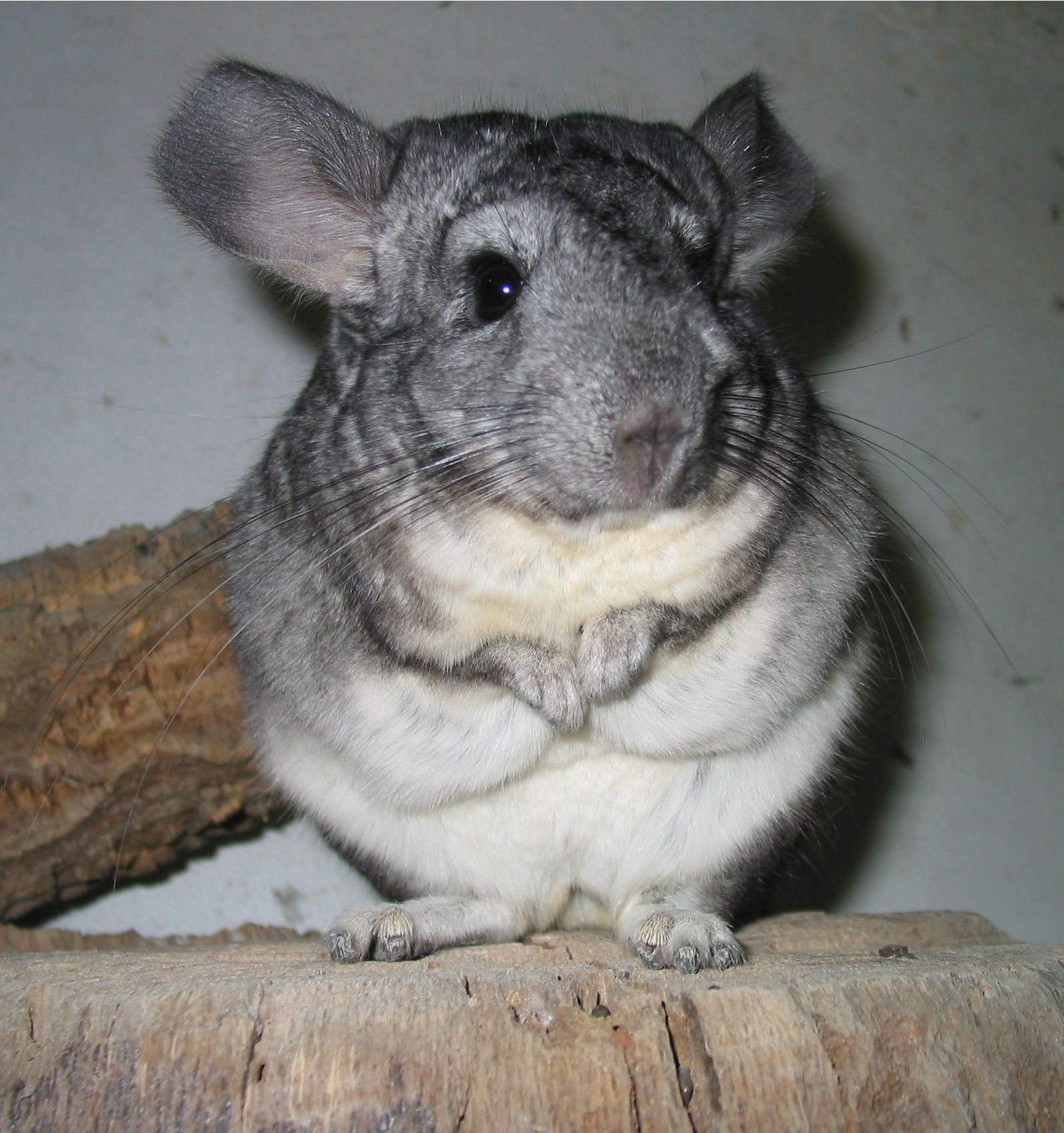
Chinchilla (Chinchilla lanigera)
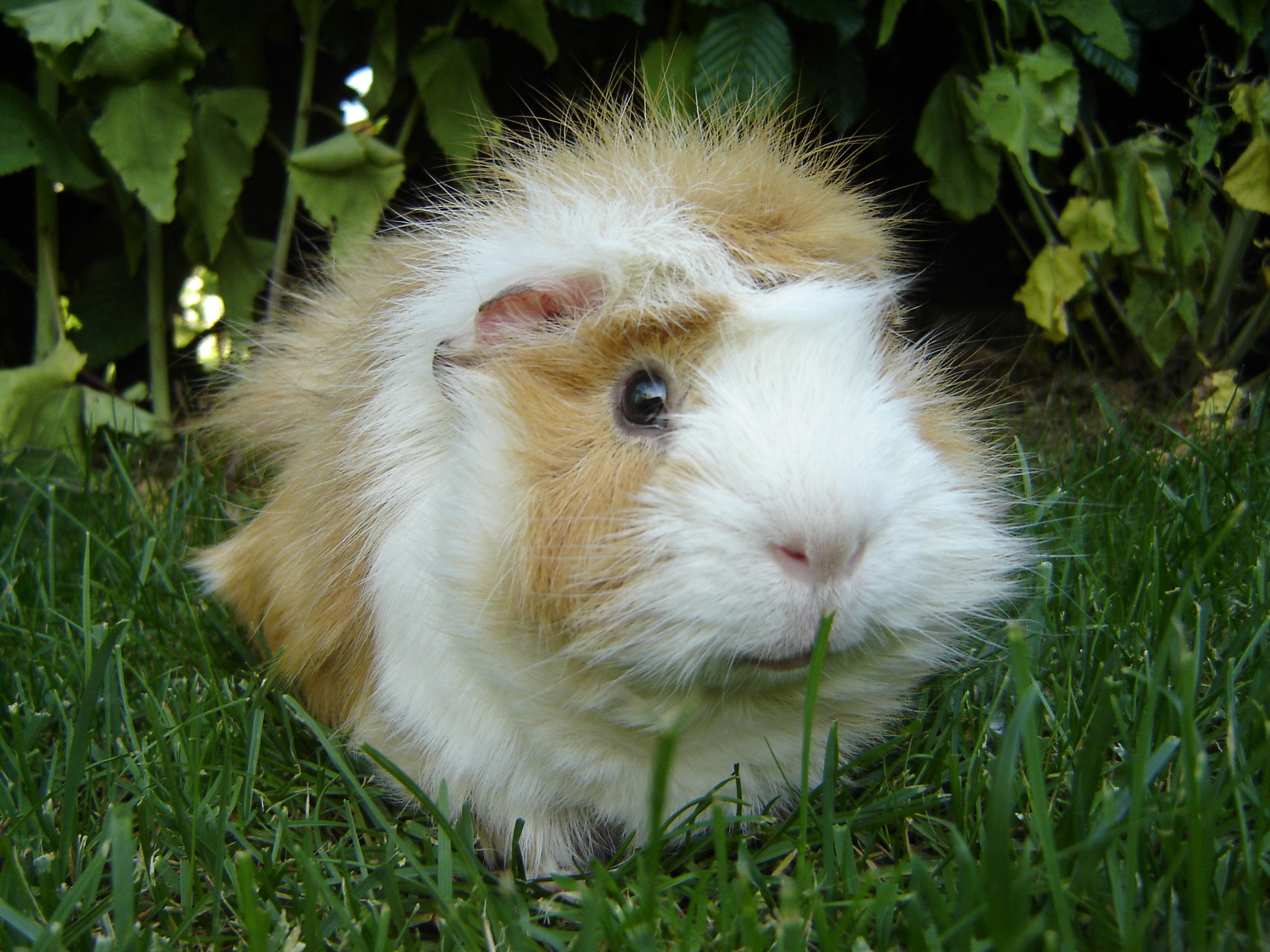
Huiscavia (Cavia porcellus)
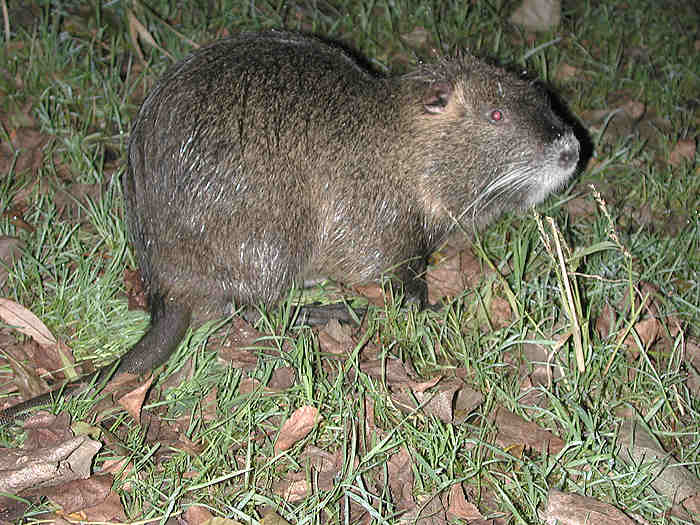
Beverrat (Myocastor coypus)